# Длигня
Дли́гня (болг. Длъгня) — село в Габровській області Болгарії. Входить до складу общини Дряново.

## Населення
За даними перепису населення 2011 року у селі проживали 58 осіб.
Національний склад населення села:
| Національність   | Кількість осіб | Відсоток |
| ---------------- | -------------- | -------- |
| болгари          | 24             | 50,0%    |
| турки            | 14             | 29,2%    |
| цигани           | 6              | 12,5%    |
| інша             | 4              | 8,3%     |
| не визначились   | 0              | 0%       |
| Всього відповіли | 48             |          |

Розподіл населення за віком у 2011 році:
Динаміка населення: